# Ватрени трн
Ватрени трн (лат. Pyracantha coccinea) зимзелени је, високи жбун из породице ружа (Rosaceae). У старијој литератури може се наћи и под латинским именом Cotoneaster pyracantha. Код нас се срећу и домаћи називи: огњени трн, глоговица, дивља трновина, пираканта.

## Распрострањеност
Ватрени трн од природе расте у јужној Европи, на Криму, Кавказу и у Малој Азији.

## Опис врсте
Ватрени трн је широко разгранат, трновити жбун који на природним стаништима расте до 2 м у висину и исто толико у ширину. У култури може порасти и више — до 4 м, ређе и до 6 м. Крошња је густа, са мноштвом испреплетаних грана, које расту у свим правцима. На гранама су оштри трнови, дужине око 1,5 цм.
Листови су на кратким петељкама спирално распоређени на гранама. Уско елиптични су, дуги 2—4 цм, тамно зелене боје и сјајни. Имају јајасте, до 1,5 цм дуге, залиске. Обод листа је ситно назубљен.
Цветови су бели до бледо ружичасти, ситни (око 0,8 цм), скупљени у цвасти — сложене гроње. Развијају се у мају и јуну и често су толико бројне да готово прекривају цео жбун. Јабучасти плодови, слични бобицама, ситни су (око 0,6 цм у пречнику), јарке наранџасто црвене боје. Сазревају постепено, од септембра до октобра и остају на гранама током целе зиме. У плодовима се налази 5 тврдих семена. Јарке боје плодова привлаче птице.
- Крошња у цвету
- Цваст
- Плодови
- Грана са плодовима у различитим стадијумима зрелости

## Услови станишта
У природи ватрени трн расте на сувим, каменитим теренима изложеним сунцу. Добро подноси и влагу у земљи и ваздуху. Може успешно расти и у засени, али су тада плодови ситнији. Не бира земљиште, а отпоран је и на мраз, с тим што у хладнијим климатским зонама листови и плодови могу бити нешто тамнијих боја. Ветар му не смета, али не подноси терене окренуте мору. Толерантан је према аерозагађењу у градским зонама. Размножава се семеном и резницама. Отпоран је на нападе болести и штетника.

## Употреба
Ватрени трн се најчешће користи као украсна вртна биљка, али се плодови могу користити и за исхрану. Зрели плодови су слаткасти и мало брашњави. У сировом стању нису јестиви, али се од њих могу успешно справљати мармеладе, џемови, сирупи, компоти, преливи и слична јела добијена кувањем.

## Значај у озелењавању
Ватрени трн је једна од омиљених декоративних биљних врста, како због брзог раста и отпорности на готово све услове станишта, тако још више због свог јесењег и зимског изгледа. Плодови, по којима је ова врста и добила назив, својим пламтећим бојама обогаћују зимски пејзаж. Често у густим гроњама прекривају цео жбун. Честа је врста како на великим, тако и на малим, јавним и индивидуалним зеленим површинама.
Погодан је за садњу на каменитим теренима, као и на косинама, где успешно везује земљиште и спречава ерозију. Такође се, због своје отпорности и прилагодљивости, успешно може садити у жардињерама. Добро подноси орезивање, па се веома брзо могу формирати изузетно густе и због трња непробојне, живе ограде различите висине и облика (слободнорастуће или обликоване). Гране, богато украшене многобројним плодовима, погодан су материјал за израду икебана и других цветних аранжмана.
- Живописне боје плодова различитих варијетета ватреног трна

### Култивари
Ватрени трн је варијабилна врста и има већи број гајених облика који се међу собом разликују по висини биљке, густини крошње, величини и боји плодова и другим особинама. Неки од њих су:
- Pyracantha coccinea ’Kasan’ — моћан жбун, висине 3—4 м. Бодљасти изданци су јако длакави, а листови тамне боје. Богато плодоноси.
- Pyracantha coccinea ’Lalandei’ — жбун висине и преко 6 м, нешто тамнијег лишћа. Богато плодоноси, а плодови су скерлетно црвени.
- Pyracantha coccinea ’Mohave’ — жбун густе крошње, висине преко 3,5 м, са изразито црвеним плодовима.
- Pyracantha coccinea ’Orange Glow’ — жбун нешто ређе и прозрачније крошње, са плодовима јарко наранџасте боје.
- Pyracantha coccinea ’Soleil d’Or’ — усправан, густо разгранат жбун са жутим плодовима.[1][3]